# Charlie Sifford
Charles Luther Sifford, né le 2 juin 1922 et mort le 3 février 2015, était un golfeur professionnel qui a été le premier Afro-Américain à jouer sur le PGA Tour. Il a gagné le Travelers Championship en 1967 et le Northern Trust Open en 1969. Il a aussi gagné l'United Golf Association (en) six fois, et le Senior PGA Championship (en) en 1975.

## Vie privée
Sa femme, Rose, est morte en 1998. Le couple avait deux fils, Charles Jr. et Craig.

## Récompenses
- Médaille présidentielle de la Liberté[1],[2]

## Victoires professionnelles (22)

### PGA Tour (2)
| No. | Date         | Tournoi                            | Score                 | Marge de victoire | Second          |
| --- | ------------ | ---------------------------------- | --------------------- | ----------------- | --------------- |
| 1   | Aug 20, 1967 | Greater Hartford Open Invitational | −12 (69-70-69-64=272) | 1 coup            | Steve Oppermann |
| 2   | Jan 12, 1969 | Los Angeles Open                   | −8 (63-71-71-71=276)  | Playoff           | Harold Henning  |

PGA Tour : résultats en paly-off (1–0)
| No. | Année | Tournoi          | Adversaire     | Résultat                                 |
| --- | ----- | ---------------- | -------------- | ---------------------------------------- |
| 1   | 1969  | Los Angeles Open | Harold Henning | Gagne avec un birdie sur le premier trou |

### Autres victoires (12)
- 1952 UGA National Negro Open
- 1953 UGA National Negro Open
- 1954 UGA National Negro Open
- 1955 UGA National Negro Open
- 1956 UGA National Negro Open, Rhode Island Open
- 1957 Long Beach Open
- 1960 UGA National Negro Open, Almaden Open (unofficial win – one year prior to becoming a PGA Tour event)
- 1963 Puerto Rico Open
- 1971 Sea Pines
- 1975 Northern Ohio PGA Championship

### PGA Tour Senior  (1)
| No. | Date         | Tournoi         | Score                | Marge de victoire | Second      |
| --- | ------------ | --------------- | -------------------- | ----------------- | ----------- |
| 1   | Nov 16, 1980 | Suntree Classic | −9 (70-71-71-67=279) | 4 coups           | Don January |

### Autres victoires senior (7)
- 1975 PGA Seniors' Championship – (5 ans avant de devenir un tournoi du Champions Tour ;est désormais un Majeur sur le Champions Tour)
- 1988 Liberty Mutual Legends of Golf – Legendary Division (avec Roberto DeVicenzo)
- 1989 Liberty Mutual Legends of Golf – Legendary Division (avec Roberto DeVicenzo)
- 1991 Liberty Mutual Legends of Golf – Legendary Division (avec Roberto DeVicenzo)
- 1998 Liberty Mutual Legends of Golf – Demaret Division (avec Joe Jimenez)
- 1999 Liberty Mutual Legends of Golf – Demaret Division (avec Joe Jimenez)
- 2000 Liberty Mutual Legends of Golf – Demaret Division (avec Joe Jimenez)

## Résultats dans les tournois majeurs
| Tournoi          | 1959 | 1960 | 1961 | 1962 | 1963 | 1964 | 1965 | 1966 | 1967 | 1968 | 1969 |
| ---------------- | ---- | ---- | ---- | ---- | ---- | ---- | ---- | ---- | ---- | ---- | ---- |
| U.S. Open        | T32  | T46  |      | T43  |      | 27   | CUT  |      |      | T32  |      |
| PGA Championship |      |      |      |      |      |      | T33  |      |      | T59  | CUT  |

| Tournament       | 1970 | 1971 | 1972 | 1973 | 1974 | 1975 | 1976 | 1977 | 1978 | 1979 | 1980 |
| ---------------- | ---- | ---- | ---- | ---- | ---- | ---- | ---- | ---- | ---- | ---- | ---- |
| U.S. Open        |      | T49  | T21  | CUT  | 60   | CUT  |      |      | CUT  |      |      |
| PGA Championship |      |      |      |      |      | T48  |      | CUT  |      |      | CUT  |

CUT = cut manqué après deux tours

"T" indique une place à égalité avec d'autres joueurs

### Source de la traduction
- (en) Cet article est partiellement ou en totalité issu de l’article de Wikipédia en anglais intitulé « Charlie Sifford » (voir la liste des auteurs).